# Ivan Vasiljevič Smirnov
Ivan Vasiljevič Smirnov [ívan vasíljevič smírnov] (rusko Ива́н Васи́льевич Смирно́в), ruski vojaški pilot, letalski častnik in letalski as, * 12. februar (30. januar, ruski koledar) 1895, pri Vladimirju, Vladimirska gubernija, Rusija, † 28. oktober 1956, Palma De Mallorca, otok Majorka, Španija. 
Kasneje je bil znan tudi kot Iwan Wasiliwitsj Smirnoff.

## Življenje

### Mladost in 1. svetovna vojna
Smirnov se je rodil na posestvu v vasici nedaleč od Vladimirja v kmečki družini štirih otrok. Ko se je začela 1. svetovna vojna, je z dvema prijateljema zbežal od doma in se prostovoljno prijavil v vojsko, kjer je bil dodeljen Omskemu 96. pehotnemu polku. Polk se je bojeval na ruski severno-zahodni fronti v sestavu 2. armade. Na bojišču se je izkazal in pri devetnajstih je prejel križ svetega Jurija 4. stopnje. 
8. decembra 1914 je bil v strojničnem ognju resno ranjen v desno nogo. Zaradi poškodovane kosti so mu hoteli nogo amputirati, vendar tega ni dovolil. S sanitetnim vlakom so ga poslali v bolnico v Petrograd. V bolnici je prvič videl letala, ki so vzletala z bližnjega letališča. Tedaj se je odločil, da se ne bo vrnil v pehoto, ampak se bo vključil v letalstvo.
V začetku leta 1915 je odšel v letalsko šolo v Petrograd, nato pa v Moskvo. Najprej je v začetku jeseni 1916 postal desetnik, nato pa je dobil čin mlajšega unter-oficerja. Po šolanju, ki je trajalo leto in pol, so ga poslali v 19. korpusno letalsko brigado (KAO), kamor je prispel 7. decembra 1916. Poveljnik brigade je bil štabni stotnik Kazakov. Prve bojne lete je opravil z nadzornim pilotom P. A. Pentkom na dvosedežnem Nieuportu 10 (#720). Prvo zmago je dosegel 20. decembra istega leta. 13. maja 1917 so ga povišali v praporščaka. V dveh letih je zbil 12 sovražnih letal (10 uradno), pri čemer ga niso nikoli sestrelili. Dosegel je čin poročnika.
Prejel je letalo Morane-Saulnier I (#MS740) in z njim od aprila do junija 1917 zadel pet letal. Marca 1917 se je 1. bojna letalska skupina (BAG) preselila na južno območje jugo-zahodne fronte v Galicijo, kjer je Smirnov dosegel šest zmag in prejel križa svetega Jurija (3. in 2. stopnje). 20. maja je opravil 42. bojni polet. Odšel je na dopust in se v enoto vrnil 20. junija. 31. oktobra 1917 je za sedmo zmago prejel red svetega Jurija 4. stopnje. 10. in 13. novembra je kot pilot ruskega vojnega letalstva dosegel zadnji dve zmagi.
Novembra 1917 ga je mehanik opozoril na načrtovan poboj častnikov. Zato je 14. decembra 1917 zapustil enoto in odšel v Anglijo, kjer je bil inštruktor letenja za britanske častnike in postal major britanske vojske. Letalsko šolo so kmalu zaprli in skupaj z drugimi ruskimi piloti je s parnikom odplul na jug Rusije.

### Povojna leta
Po vojni je nekaj časa služboval v beli gardi generala Denikina, Vrangla in Kolčaka. Po porazu belogvardejcev se je vrnil v Anglijo. Do konca državljanske vojne je bil pomočnik atašeja v Parizu. Leta 1922 je začel službovati v nizozemski letalski družbi KLM, leta 1925 se je oženil z nizozemsko igralko Margot Linnet in leta 1927 postal tudi nizozemski državljan.